# 9854 Karlheinz
A 9854 Karlheinz (ideiglenes jelöléssel 1991 AC3) a Naprendszer kisbolygóövében található aszteroida. Freimut Börngen fedezte fel 1991. január 15-én.